# Paula Kohlhaupt

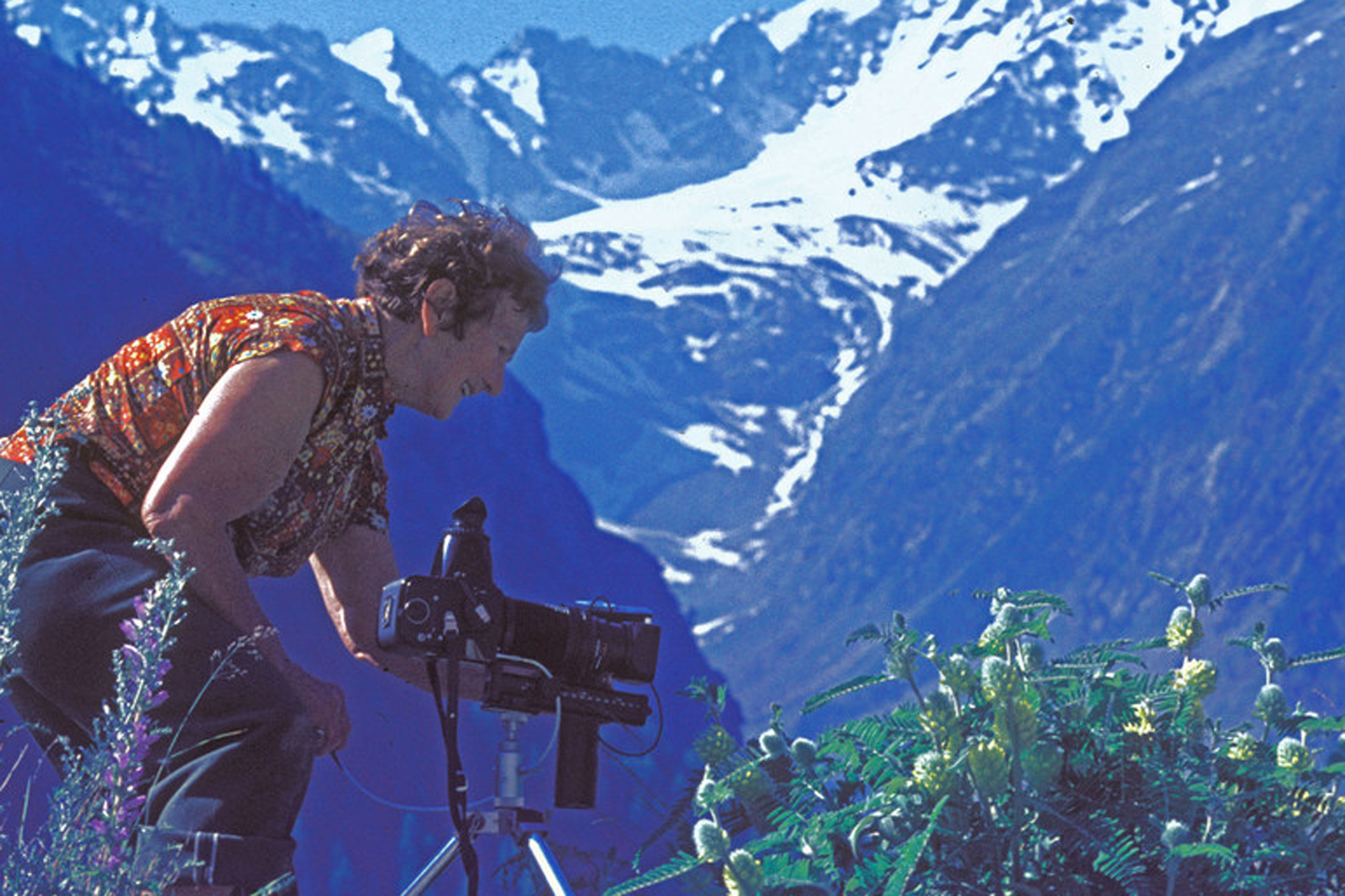
Die Bergsteigerin, Botanikerin und Fotografin Paula Kohlhaupt 1980

Paula Kohlhaupt (* 31. August 1904 in München als Paula Sendtner; † 31. Dezember 1998 in Sonthofen) war eine deutsche Bergsteigerin, Botanikerin und Fotografin.

## Leben
Paula Kohlhaupt war die Tochter des Arztes Ignaz Sendtner, Obermedizinalrat und Bezirksarzt in Augsburg, und Maria Sendtner, geborene Giehrl. Sie hatte einen älteren Stiefbruder aus der ersten Ehe des Vaters, Max (* 6. August 1886; † unbekannt, in den USA verschollen) und eine jüngere Schwester, Hedwig (*1920; † unbekannt). Der Großvater Theodor von Sendtner gehörte zu den Gründern des Deutschen und Österreichischen Alpenvereins und der Sektion München. Ihr Großonkel war der Botaniker Otto Sendtner.
Nach der Volksschule besuchte sie von September 1917 bis Juli 1920 die Mädchenschule im Kloster Beuerberg. In München studierte sie von 1925 bis 1929 Kunst, Musik und Sport. Von 1933 bis 1939 lebte sie in Landsberg am Lech und nannte sich Sportgeschäftsinhaberin und Musiklehrerin. Von dort aus kehrte sie vorläufig nach Augsburg zurück.
Sportlich betätigte sie sich in verschiedenen Disziplinen, vor allem aber war Klettern ihre große Leidenschaft. Sie bewältigte viele der klassischen Routen vor allem in den Dolomiten wie Fünffingerspitze, Drei Zinnen bis zu den Vajolet-Türmen. Einige dieser Touren unternahm sie mit Bergsteigern wie Fritz Bechtold, Willy Bogner senior, Willy Merkl, Georg Mitterer und Peter Müllritter.
1940 wurde sie als Skirennläuferin in ihrer Altersklasse Allgäuer Meister Alpin im Torlauf der Damen und gewann außerdem am 5. März 1940 den Riesentorlauf Iseler-Oberjoch.
Am 29. August 1946 heiratete sie in Sonthofen den Arzt und Alpinisten Franz Kohlhaupt. Ihr Mann war Teilnehmer an der Deutsch-sowjetischen Alai-Pamir-Expedition von 1928 unter Leitung von Willi Rickmer Rickmers.

## Fotografisches Werk
Ihr erstes Buch Alpenblumen – Farbige Wunder erschien im Jahr 1963. Es war so erfolgreich, dass bereits 1964 der zweite Band folgte. Damit waren 240 der schönsten Vertreter der alpinen Flora auch von Laien leichter zu bestimmen. Möglich wurde dies durch die Entwicklung (relativ) preiswerter Spiegelreflexkameras mit Wechseloptik und verbesserter Farbumkehrfilme. Für die ersten Fotos benutzte sie eine Exakta Varex mit Balgen und Objektiven von 90 und 130 mm sowie den Kodachrome-Diafilm.
Der Belser Verlag ließ die Bücher im Rotations-Kupfertiefdruckverfahren drucken, was zu preiswerten Ausgaben führte. Beide Bände wurden in mehrere Sprachen übersetzt und erschienen in fünf Auflagen.
Paula Kohlhaupt zählte zu den Pionierinnen der Naturfotografie und setzte mit ihren Bildern Maßstäbe für Laien und Fachleute. Ihre Fotos verbinden technische Qualität mit ästhetischem Anspruch.
Nach der Veröffentlichung zahlreicher Kalenderbilder erschien 1972 Blumenwelt der Dolomiten mit einem wissenschaftlichen Beitrag von Herbert Reisigl (in der Verlagsanstalt Athesia in Bozen). Der Bildband ist ihr Meisterwerk und Vorbild für viele Blumenbücher ähnlichen Formats. Ihre Kameras waren jetzt eine Rolleiflex SL66, die Hasselblad 500 C und eine Mamiya RB 67.
Auch andere Autoren nutzten ihre Fotos zur Illustration, z. B. stammen im Werk von Aichele/Schwegler Blumen der Alpen und der nordischen Länder 210 von 690 Bildern von Kohlhaupt. Steinbachs Naturführer Alpenblumen von Finkenzeller/Grau/Bayer enthält 29 Aufnahmen von ihr.
In den Jahren bis 1981 schuf sie noch mehrere Ausgaben im Taschenbuchformat.
Einschließlich der Übersetzungen und Nachauflagen sind in der Deutschen Nationalbibliothek 41 Titel aufgeführt.

## Werke (Auswahl)
- Alpenblumen, Farbige Wunder: Alpenblumen in ihrer Umwelt und im Volksleben. Band 1. Belser, Stuttgart 1963.
- Alpenblumen, Farbige Wunder: Alpenblumen in ihrer Umwelt und im Volksleben. Band 2. Belser, Stuttgart 1964.
- Bunte Welt der Orchideen: Die heimischen Orchideen in 120 Farbfotos. Franckh, Stuttgart 1971.
- Blumenwelt der Dolomiten. Verlagsanstalt Athesia, Bozen 1972.
- Kleine Dolomiten-Flora. Verlagsanstalt Athesia, Bozen 1973.
- Kleine Meraner Flora. Verlagsanstalt Athesia, Bozen 1974.
- Kleine Alpenflora. Verlagsanstalt Athesia, Bozen 1977.
- Kleine Südalpen-Flora. Verlagsanstalt Athesia, Bozen 1977.
- Mittelmeerflora. Verlagsanstalt Athesia, Bozen 1980, ISBN 88-7014-139-X.
- Mittel- und südeuropäische Orchideen. Verlagsanstalt Athesia, Bozen 1981, ISBN 88-7014-240-X.